# Lista das áreas naturais protegidas da Paraíba
A lista abaixo contém a listagem das áreas naturais oficial ou ainda não oficialmente protegidas da Paraíba:
| Unidades de Conservação Ambiental da Paraíba | Unidades de Conservação Ambiental da Paraíba | Unidades de Conservação Ambiental da Paraíba | Unidades de Conservação Ambiental da Paraíba | Unidades de Conservação Ambiental da Paraíba | Unidades de Conservação Ambiental da Paraíba |
| Denominação                                  | Área (ha)                                    | Bioma                                        | Município | Finalidade                                   | Responsável                                  |
| -------------------------------------------- | -------------------------------------------- | -------------------------------------------- | --- | -------------------------------------------- | -------------------------------------------- |
| MN Vale dos Dinossauros                      | 40                                           | Caatinga                                     | Sousa | Proteção integral                            | Estadual (Sudema)                            |
| ReBio Guaribas                               | 4.029,55                                     | Mata Atlântica                               | Mamanguape e Rio Tinto | Proteção integral                            | Federal (ICMBio)                             |
| PE Pedra da Boca                             | 157,26                                       | Caatinga                                     | Araruna | Proteção integral                            | Estadual (Sudema)                            |
| PE Pico do Jabre                             | 851                                          | Caatinga                                     | Matureia e Mãe d'Água | Proteção integral                            | Estadual (Sudema)                            |
| PE Engenheiro Ávidos                         | 181,98                                       | Caatinga                                     | Cajazeiras | Proteção integral                            | Municipal                                    |
| EE do Pau-brasil                             | 82                                           | Mata Atlântica                               | Mamanguape | Proteção integral                            | Estadual (Sudema)                            |
| PM Arruda Câmara                             | 26,8                                         | Mata Atlântica                               | João Pessoa | Proteção integral                            | Municipal                                    |
| APA das Onças                                | 36.000                                       | Caatinga                                     | São João do Tigre | Uso sustentável                              | Estadual (Sudema)                            |
| APA Roncador                                 | 6.113                                        | Floresta estacional semidecidual             | Bananeiras e Pirpirituba | -                                            | Estadual (Sudema)                            |
| FN da Restinga de Cabedelo (Mata da Amém)    | 103                                          | Mata Atlântica de restinga                   | Cabedelo | -                                            | Federal (ICMBio)                             |
| ARIE Mata de Goiamunduba                     | 67                                           | Mata Atlântica                               | Bananeiras | Uso sustentável                              | Estadual (Sudema)                            |
| APA de Tambaba                               | 11.320                                       | Mata Atlântica                               | Conde, Alhandra e Pitimbu | Uso sustentável                              | Estadual (Sudema)                            |
| APA da Barra do Rio Mamanguape               | 14.640                                       | Mata Atlântica e manguezal                   | Rio Tinto, Marcação, Baía da Traição e Lucena | Uso sustentável                              | Federal (ICMBio)                             |
| APA do Cariri                                | 18.560                                       | Caatinga                                     | Cabaceiras, Boa Vista e São João do Cariri | Uso sustentável                              | Estadual (Sudema)                            |
| RE Mata do Rio Vermelho                      | 1.500                                        | Mata Atlântica                               | Rio Tinto | -                                            | Estadual                                     |
| PE do Aratu                                  | 341                                          | Mata Atlântica                               | João Pessoa | -                                            | Estadual (Sudema)                            |
| PE Mata de Jacarapé                          | 125                                          | Mata Atlântica                               | João Pessoa | -                                            | Estadual (Sudema)                            |
| APE Mata do Estado                           | 56                                           | Mata Atlântica de restinga                   | Cabedelo | -                                            | Municipal                                    |
| PE Mata do Triunfo                           | 150                                          | Mata Atlântica                               | João Pessoa | -                                            | Estadual                                     |
| PE Marinho de Areia Vermelha                 | 230                                          | Ecossistema marinho                          | Cabedelo | -                                            | Estadual (Sudema)                            |
| ARIE Caranguejo-uçá                          | 178                                          | Mata Atlântica e manguezal                   | Mataraca | -                                            | -                                            |
| PE Mata do Pau-ferro                         | 607                                          | Mata Atlântica                               | Areia | -                                            | Estadual (Sudema)                            |
| REx Acaú-Goiana                              | 6.678                                        | Mata Atlântica e manguezal                   | Pitimbu, Caaporã (PB) e Goiana (PE) | Uso sustentável                              | Federal (ICMBio)                             |
| RVS Mata do Buraquinho                       | 517,8                                        | Mata Atlântica                               | João Pessoa | -                                            | Estadual (Sudema)                            |
| PE Mata do Xem-Xem                           | 181,22                                       | Mata Atlântica                               | Bayeux | -                                            | Estadual (Sudema)                            |
| PN da Serra do Teixeira                      | 61.095                                       | Caatinga                                     | Água Branca, Cacimba de Areia, Catingueira, Imaculada, Juru, Mãe d’Água, Matureia, Olho d’Água, Santa Terezinha, Santana dos Garrotes, São José do Bonfim e Teixeira | Proteção integral                            | Federal (ICMBio)                             |
| RPPN Fazenda Várzea                          | 390,66                                       | Caatinga                                     | Araruna | Uso sustentável                              | Particular                                   |
| RPPN Engenho Gargaú                          | 1.058,62                                     | Mata Atlântica e manguezal                   | Santa Rita | Uso sustentável                              | Particular                                   |
| RPPN Fazenda Pacatuba                        | 266,53                                       | Floresta estacional decidual                 | Sapé | Uso sustentável                              | Particular                                   |
| RPPN Fazenda Santa Clara                     | 750,50                                       | Caatinga                                     | São João do Cariri | Uso sustentável                              | Particular                                   |
| RPPN Fazenda Almas                           | 3.505                                        | Caatinga                                     | São José dos Cordeiros | Uso sustentável                              | Particular                                   |
| RPPN Fazenda Pedra de Água                   | 170                                          | Floresta estacional decidual                 | Solânea | Uso sustentável                              | Particular                                   |
| RPPN Major Badu Loureiro                     | 186,31                                       | Caatinga                                     | Catingueira | Uso sustentável                              | Particular                                   |
| RPPN Fazenda Tamanduá                        | 325                                          | Caatinga                                     | Santa Terezinha | Uso sustentável                              | Particular                                   |
| RPPN Fazenda Cabeça de Boi                   | 33,65                                        | Caatinga                                     | Pocinhos | -                                            | Particular                                   |
| RPPN Gurugi dos Paus-ferros                  | 10                                           | Mata Atlântica                               | Conde | -                                            | Particular                                   |
| RPPN Usina São João                          | 600 (aprox.)                                 | Mata Atlântica                               | Cruz do Espírito Santo e Santa Rita | Uso sustentável                              | Particular                                   |

Siglas:
- RPPN – Reserva Particular do Patrimônio Natural
- PN - Parque Nacional

## Ver
- Preservação ambiental na Paraíba